# Antonio Otero Seco
Antonio Otero Seco (Cabeza del Buey, 1905 - Rennes, 29 de diciembre de 1970) fue un escritor, poeta, periodista y crítico literario español. De ideología republicana y masón,  colaboró en publicaciones como Nuevo Diario, Correo Extremeño, La Libertad, Diario de Madrid, Heraldo de Madrid, Mundo Gráfico, Estampa, La Voz, El Sol, La Verdad, Política, Misión, Mundo Obrero, Frente Rojo, Levante y CNT; y fuera de España en Le Monde, Les Temps Modernes, Ibérica o Le Monde des Livres. Después de la Guerra Civil, fue encarcelado y condenado a muerte; conmutada la pena y puesto en libertad hacia 1941, marchó al exilio a Francia en 1947, primero París y más tarde Rennes, en cuya universidad trabajó. Después de su fallecimiento, en 1973, se publicó un libro en su honor, titulado Homenaje a Antonio Otero Seco. La editorial Libros de la Herida ha editado en 2021 su obra poética al completo, "Poemas de ausencia y lejanía", con prólogo de Juan Manuel Bonet y con la ordenación de textos por parte del propio Bonet, Edouard Pons y Antonio y Mariano Otero San José. El libro incluye también el enlace a una grabación sonora inédita de Antonio Otero Seco recitando sus versos . La misma editorial ha publicado la novela "Gavroche en el parapeto. Trincheras de España", de Antonio Otero Seco y Elías Palma, considerada la primera novela escrita sobre la Guerra Civil Española. Incluye un prólogo de Luis A. Esteve y Gemma Mañá.   

## Biografía
Aún joven ya había publicado algunas novelas cortas en Badajoz y colaborado en los periódicos El Correo Extremeño, La Libertad y Nuevo Diario de Badajoz. Estudió Derecho y Filosofía y Letras en Sevilla, Granada y finalmente en Madrid, adonde llega en 1930 y en cuya Universidad Central se doctoró en Filosofía y Letras. Inicia su carrera literaria y periodística y frecuenta la tertulias de Pombo y la del café Granja El Henar. De ideología republicana y masón,  colaboró en publicaciones como Nuevo Diario, Correo Extremeño, La Libertad, Diario de Madrid, Heraldo de Madrid, Mundo Gráfico, Estampa, La Voz, El Sol, La Verdad, Política, Misión, Mundo Obrero, Frente Rojo, Levante y CNT; y fuera de España en Le Monde, Les Temps Modernes, Ibérica o Le Monde des Livres. Su pieza teatral La Princesa Coralinda (1934) fue representada en Madrid en ese año y en Valladolid al año siguiente. Hizo la última entrevista que concedió Federico García Lorca poco antes de su fusilamiento; fue el 3 de julio de 1936 para Mundo Gráfico. Se casó con la vallisoletana María Victorina San José, de la que tuvo tres hijos. Cuando estalló la Guerra civil siguió escribiendo en la prensa republicana, donde a veces firmaba con el seudónimo de “Antonio de la Serena”, en referencia a su comarca de nacimiento. En 1936 escribió junto al comandante Elías Palma Ortega Gavroche en el parapeto, la primera novela de la guerra publicada en la España republicana. Incluye cuarenta y dos capítulos de gran valor interés histórico, político y estético, narrativa y reportaje de trincheras que denuncia además los antecedentes del Golpe de Estado de 1936 y la participación internacional en el mismo. Esta obra fue trascendental en la represión que sufrieron a posteriori sus coautores. 
Después de la Guerra Civil, fue encarcelado y condenado a muerte; conmutada la pena por 30 años, fue conducido al penal de El Dueso, cerca de Santoña; sale en libertad condicional a fines de 1941 y le pusieron en libertad en 1942. En las cárceles de Porlier y El Dueso había escrito una serie de poemas reunidos bajo el título de Ausencia y dedicados a su esposa. Entonces pasó a la clandestinidad política mientras fingía ser representante comercial. Colabora en el semanario Misión, en el que escribe una serie de biografías históricas bajo el rótulo de “Claros Varones de España”, firmando con el seudónimo de Luis Herrera, por tener prohibido utilizar su nombre. Igualmente escribe dos obras teatrales en verso (La eterna enamorada, El Rey de Oros) que son estrenadas en Madrid y Barcelona a nombre de un amigo suyo no depurado, Manuel Ortega Lopo. Sus actividades clandestinas hacen que sea detenido y sometido a tortura para que delate a sus compañeros de organización. No lo hace, y éstos sobornan a uno de los guardias, con lo que consigue escapar. Un día de marzo de 1947 marchó al exilio a Francia disfrazado de cura y con documentación falsa, primero a París y más tarde a Rennes, donde se reunió con su familia y en cuya universidad trabajó.
En París entró en contacto con la Agrupación de Periodistas Españoles en el Exilio presidida por Ángel Galarza, quien lo nombró secretario. Allí encontró a su amigo Jesús Izcaray, que ejercía el cargo de
vicesecretario. Por cuenta de esta organización hizo un viaje por el Norte y Este de Europa (Dinamarca, Finlandia, la URSS) cuyas impresiones reflejará en un poemario titulado Paréntesis sonriente. En París se relacionó con hispanistas como Jean Cassou, presidente de la Association France-Espagne, o Jean Sarrailh, rector de la Universidad de París, así como con intelectuales franceses como Albert Camus o Jean-Paul Sartre. En la revista de éste, Les Temps Modernes, dio a conocer su experiencia carcelaria, con el objetivo de denunciar la realidad del “universo concentracionario franquista". Entre 1950 y 1952 trabajó como traductor para la ONU y la UNESCO y en ese último año, gracias al apoyo de Jean Sarrailh, obtuvo una plaza como lector de español en la Universidad de Rennes, donde tuvo entre sus alumnos al futuro hispanista Jean-François Botrel. En Rennes fue muy respetado y querido por sus alumnos, pero llevó una vida algo aislada de los círculos de emigrados españoles, concentrados sobre todo en París y Toulouse; desde 1967 sostuvo correspondencia con Miguel Delibes, iniciada con motivo de la edición de Cinco horas con Mario; escribió crítica literaria y reseñas para Le Monde y para varias revistas americanas: Ibérica (Nueva York); La Torre, Asomante (Puerto Rico); Cultura Universitaria, Papel Literario (Caracas); y una larga serie de diarios, entre ellos Tiempo (México); Mercurio, La Nación (Santiago de Chile); Venezuela Gráfica, República (Caracas); Occidente (Bogotá); El Universo, El Telégrafo (Guayaquil); Radio Universal (Buenos Aires)… En agosto de 1970 fue distinguido con Palmas Académicas “por servicios eminentes aportados a la cultura francesa”. Tres años después de su fallecimiento por causa del cáncer el 29 de diciembre de 1970, se publicó un libro en su honor titulado Hommage à Antonio Otero Seco (Rennes, 1973) en que colaboraron Ramón J. Sender, Victoria Kent, Jesús Izcaray, Luis Amado Blanco y escritores del interior que mantuvieron correspondencia con Otero, quien contribuyó a la difusión de su obra en Francia: Camilo José Cela, Ana María Matute, Ángel María de Lera, Carmen Conde, José Corrales Egea, Francisco García Pavón y Miguel Delibes. También empezó a publicarse en Francia gran parte de su obra inédita. Hoy en día su obra está siendo recuperada en España por la editorial Libros de la Herida. Los cantautores Daniel Mata y Fiona Aráez han adaptado e interpretan su poema "París".

## Obras
- Obras, Rennes: Université de Haute Bretagne, 1972.

### Narrativa
- El dolor de la vejez (Badajoz, 1925)
- La tragedia de un novelista (Badajoz, 1926)
- La amada imposible (Badajoz, 1926)
- Una mujer, un hombre, una ciudad (Barcelona: Ediciones Bistagne, 1929).
- Con Elías Palma, Gavroche en el parapeto (trincheras de España). Madrid, Nueva Imprenta Radio, 1937.
- Con Elías Palma, Gavroche en el parapeto (trincheras de España). Sevilla, Libro de la Herida 2023.
- Vida entre paréntesis (relato autobiográfico inédito)

### Lírica
- Viaje al sur.
- Ausencia
- Paréntesis sonriente
- Poésie. I, 1930-1950 [Bédée]: Éditions Folle avoine, 2016.
- Poemas de ausencia y lejanía. Editorial Libros de la Herida. 2021.

### Teatro
- La Princesa Coralinda (1934)
- La eterna enamorada
- El rey de oros

### Varios
- Obra periodística y crítica: exilio. Rennes: Centre d'études hispaniques, hispano-américaines et luso-brésiliennes, Université de Haute-Bretagne, 1973.
- Obra periodística y literaria: antología, Mérida: Editora Regional de Extremadura, 2008. Edición, introducción y notas de Francisco Espinosa y Miguel Ángel Lama.
- Madrid-Ceuta, Tetuán-Tánger S.l.: s.n., 1934.
- Écrits sur García Lorca, dont sa dernière interview, Rennes: Part commune, 2013.